# Thiersch (Familie)
Thiersch ist der Name einer Familie, die mehrere Architekten, Wissenschaftler und Künstler hervorbrachte.
- Benjamin Thiersch, Bauer, Bäcker und Dorfschulze in Kirchscheidungen bei Freyburg an der Unstrut, ⚭ Henriette Lange (Pastortochter)
  - Friedrich Thiersch (* 1784 in Kirchscheidungen bei Freyburg; † 1860 in München), Philologe und „Praeceptor Bavariae“ (=„Lehrer Bayerns“)
    - Heinrich Wilhelm Josias Thiersch (* 1817 in München; † 1885 in Basel), Philologe, Theologe und Kirchendiener in der frühen Katholisch-apostolischen Gemeinden
      - August Thiersch (* 1843 in Marburg; † 1917 in München), deutscher Architekt
        - Hermann Thiersch (* 1874 in München; † 1939 in Göttingen), deutscher Professor für Archäologie ⚭ Adelheid Eller
          - Heinz Thiersch
          - Friedrich Thiersch (* 1907 in Freiburg; † 2002 in Recklinghausen), Dr. Ing. ⚭ Elisabeth geb. Gassner
            - Hans Thiersch (* 1935 in Recklinghausen), Professor für Sozialpädagogik ⚭ Renate geb. Hetzel
            - Elisabeth Scheben geb. Thiersch
            - Adelheid Studer-Thiersch (* 1939 in Recklinghausen; † 2020 in Basel) geb. Thiersch, Schweizer Ornithologin
            - Gertrud Fleischmann geb. Thiersch

          - Christine Schwarz-Thiersch (1908 in Freiburg im Breisgau; † 1992 in Walkrigen), Malerin und Autorin ⚭ Hans Kaspar Schwarz
          - Hans Thiersch
          - Antonia Thiersch
          - Ludwig Thiersch
          - Karl Thiersch

        - Heinrich Thiersch
          - Gabriele Thiersch (* 1920 in Hof an der Saale; † 2000 in München), deutsche Malerin

        - Paul Thiersch (* 1879 in München; † 1928 in Hannover), Architekt und Kunstgewerbelehrer, ⚭ Fanny Thiersch geb. Hildebrandt, Malerin
          - Gemma Wolters-Thiersch (* 1907 in Berlin; † 1994 in Überlingen am Bodensee), deutsche Goldschmiedin, ⚭ Friedrich Wolters
          - Stefan Thiersch (* 1911 in Halle an der Saale; † 1984 in Überlingen am Bodensee), deutscher Architekt
          - Urban Thiersch (* 1916 in Halle an der Saale; † 1984 in Prien am Chiemsee), deutscher Bildhauer und Widerstandskämpfer

        - Friedrich Thiersch

      - Friedrich Max Ritter von Thiersch (* 1852 in Marburg an der Lahn; † 1921 in München), Architekt, Maler und Hochschullehrer ⚭ Auguste Eibler
        - Emma Auguste Thiersch (1887–1968) ⚭ Albrecht Heinrich Zeller
        - Berta Thiersch (* 1888 in München; † 1984 in Köln), Schriftstellerin ⚭ Karl Schmidtlein
        - Frieda Thiersch (* 1889 in München; † 1947 ebenda), Buchkünstlerin
          - Ernest Thomas Thiersch ⚭ M. F. J. Link

        - Marie-Luise Thiersch (* 4. Mai 1891; † 15. Januar 1914)
        - Heinrich Ernst Thiersch (* 6. Mai 1894 † 22. Oktober 1914)
        - Auguste Thiersch ⚭ Emil Lamprecht
        - Friedrich Thiersch (1900–1920)
        - Zelida Thiersch ⚭ Numa Tétaz

    - Carl Thiersch (* 1822 in München; † 1895 in Leipzig), deutscher Chirurg, ⚭ Johanna Liebig, Tochter von Justus Liebig aus dem Geschlecht Liebig
      - Amalie Thiersch (1858–1938) ⚭ 1879 Adolf von Harnack, deutscher Theologe
      - Justus Thiersch (1859–1937), Bezirksarzt ⚭ Marie von Hofmann (* 1864), Tochter des Ministers Karl von Hofmann
      - Johanna Thiersch (1861–1957) ⚭ 1885 Hermann Rassow Junior (1858–1931), deutscher Philologe
      - Agnes Thiersch (1863–1954) ⚭ 1884 Friedrich Louis Hesse (1849–1906) deutscher Zahnmediziner
      - Lina Thiersch (1864–1943) ⚭ 1884 Hans Delbrück, deutscher Historiker
      - Friedrich Thiersch (* 1868) ⚭ Luise Patzki (* 1870)

    - Ludwig Thiersch (* 1825 in München; † 1909 ebenda), deutscher Maler
    - Wilhelm Gotthilf Heinrich Thiersch ⚭ Hanna Geering
    - Mathilde Ernestine Thiersch
    - Ludwig August Samuel Thiersch ⚭ Katherine Kitty Malcolm
    - Anna Christiane Henriette Luise ⚭ Rudolf Sarasin-Stehlin
    - Monika Friederike Margarete Thiersch ⚭ Ludwig Scholler
    - Luise Illa Sophie Emma Thiersch ⚭ Dr. Paul Wigand
    - Marie Sophie Thiersch ⚭ Paul Tappelot
    - Ernst Franz Thiersch
    - Heinrich Thiersch

  - Ernst Ludwig Thiersch (* 1786 in Kirchscheidungen; † 1869 zu Dresden), Forstmann, 1851/52 Abgeordneter in der II. Kammer des Sächs. Landtags
  - Bernhard Thiersch (* 1793 in Kirchscheidungen; † 1855 in Bonn), Gymnasiallehrer und Dichter